# Irlanda en la Copa Mundial de Fútbol de 1990
La selección de la República de Irlanda fue uno de los 24 países participantes de la Copa Mundial de Fútbol de 1990, realizada en Italia. El seleccionado irlandés clasificó a la cita de Italia, tras obtener el segundo puesto del Grupo 6 de la eliminatoria de la UEFA, quedando a 1 punto de su similar de España, equipo que también clasificó a la cita de Italia.

## Clasificación

### Grupo 6

#### Tabla de posiciones
|                   | PJ | PG | PE | PP | GF | GC | Dif | Pts |
| ----------------- | -- | -- | -- | -- | -- | -- | --- | --- |
| España            | 8  | 6  | 1  | 1  | 20 | 3  | +17 | 13  |
| Irlanda           | 8  | 5  | 2  | 1  | 10 | 2  | +8  | 12  |
| Hungría           | 8  | 2  | 4  | 2  | 8  | 12 | -4  | 8   |
| Irlanda del Norte | 8  | 2  | 1  | 5  | 6  | 12 | -6  | 5   |
| Malta             | 8  | 0  | 2  | 6  | 3  | 18 | -15 | 2   |

|                              | Bandera de Hungría | Bandera de Malta | Bandera de Irlanda del Norte | Bandera de Irlanda | Bandera de España |
| ---------------------------- | ------------------ | ---------------- | ---------------------------- | ------------------ | ----------------- |
| Bandera de Hungría           | –                  | 1 – 1            | 1 – 0                        | 0 – 0              | 2 – 2             |
| Bandera de Malta             | 2 – 2              | –                | 0 – 2                        | 0 – 2              | 0 – 2             |
| Bandera de Irlanda del Norte | 1 – 2              | 3 – 0            | –                            | 0 – 0              | 0 – 2             |
| Bandera de Irlanda           | 2 – 0              | 2 – 0            | 3 – 0                        | –                  | 1 – 0             |
| Bandera de España            | 4 – 0              | 4 – 0            | 4 – 0                        | 2 – 0              | –                 |

## Jugadores
Jugador posible no convocado y posible tercer arquero podría haber ido (N°23)Keith Branagan del día 10 de julio de 1966 ARQ [Inglaterra/República de Irlanda] futbolista y jugador del Milwhall Football Club de Inglaterra para esos años temporada doble 1989/1990 respectivamente. 
Entrenador:  Jack Charlton
| No. | Pos. | Jugador         | Fecha de nacimiento (edad)         | Apa. | Club                |
| --- | ---- | --------------- | ---------------------------------- | ---- | ------------------- |
| 1   | POR  | Pat Bonner      | 24 de mayo de 1960 (30 años)       | 38   | Celtic              |
| 2   | DEF  | Chris Morris    | 24 de diciembre de 1963 (26 años)  | 21   | Celtic              |
| 3   | DEF  | Steve Staunton  | 19 de enero de 1969 (21 años)      | 13   | Liverpool           |
| 4   | DEF  | Mick McCarthy   | 7 de febrero de 1959 (31 años)     | 42   | Millwall            |
| 5   | DEF  | Kevin Moran     | 29 de abril de 1956 (34 años)      | 55   | Blackburn Rovers    |
| 6   | MED  | Ronnie Whelan   | 25 de septiembre de 1961 (28 años) | 38   | Liverpool           |
| 7   | DEF  | Paul McGrath    | 4 de diciembre de 1959 (30 años)   | 36   | Aston Villa         |
| 8   | MED  | Ray Houghton    | 9 de enero de 1962 (28 años)       | 29   | Liverpool           |
| 9   | DEL  | John Aldridge   | 18 de septiembre de 1958 (31 años) | 30   | Real Sociedad       |
| 10  | DEL  | Tony Cascarino  | 1 de septiembre de 1962 (27 años)  | 21   | Aston Villa         |
| 11  | MED  | Kevin Sheedy    | 21 de octubre de 1959 (30 años)    | 28   | Everton             |
| 12  | DEF  | David O'Leary   | 2 de mayo de 1958 (32 años)        | 51   | Arsenal             |
| 13  | MED  | Andy Townsend   | 23 de julio de 1963 (26 años)      | 12   | Norwich City        |
| 14  | DEF  | Chris Hughton   | 11 de diciembre de 1958 (31 años)  | 50   | Tottenham Hotspur   |
| 15  | DEL  | Bernie Slaven   | 13 de noviembre de 1960 (29 años)  | 4    | Middlesbrough       |
| 16  | MED  | John Sheridan   | 1 de octubre de 1964 (25 años)     | 8    | Sheffield Wednesday |
| 17  | DEL  | Niall Quinn     | 6 de octubre de 1966 (23 años)     | 15   | Manchester City     |
| 18  | DEL  | Frank Stapleton | 10 de julio de 1956 (33 años)      | 71   | Blackburn Rovers    |
| 19  | DEL  | David Kelly     | 25 de noviembre de 1965 (24 años)  | 6    | Leicester City      |
| 20  | DEL  | John Byrne      | 1 de febrero de 1961 (29 años)     | 19   | Le Havre            |
| 21  | MED  | Alan McLoughlin | 20 de abril de 1967 (23 años)      | 1    | Swindon Town        |
| 22  | POR  | Gerry Peyton    | 20 de mayo de 1956 (34 años)       | 28   | Bournemouth         |

## Participación

### Primera ronda

#### Grupo F
| Equipo       | Pts | PJ | PG | PE | PP | GF | GC | Dif |
| ------------ | --- | -- | -- | -- | -- | -- | -- | --- |
| Inglaterra   | 4   | 3  | 1  | 2  | 0  | 2  | 1  | 1   |
| Irlanda 1    | 3   | 3  | 0  | 3  | 0  | 2  | 2  | 0   |
| Países Bajos | 3   | 3  | 0  | 3  | 0  | 2  | 2  | 0   |
| Egipto       | 2   | 3  | 0  | 2  | 1  | 1  | 2  | -1  |

| 11 de junio de 1990, 21:00 | Inglaterra | 1:1 (1:0) | Irlanda    | Stadio Sant'Elia, Cagliari                                                      |                                                                                 |
|                            | Lineker 9' | Reporte   | Sheedy 73' | Asistencia: 35.238 espectadores Árbitro(s): Aron Schmidhuber (Alemania Federal) | Asistencia: 35.238 espectadores Árbitro(s): Aron Schmidhuber (Alemania Federal) |

| 17 de junio de 1990 | Irlanda | 0:0     | Egipto | Stadio Della Favorita, Palermo                                              |                                                                             |
|                     |         | Reporte |        | Asistencia: 33.288 espectadores Árbitro(s): Marcel van Langenhove (Bélgica) | Asistencia: 33.288 espectadores Árbitro(s): Marcel van Langenhove (Bélgica) |

| 21 de junio de 1990, 21:00 | Países Bajos | 1:1 (1:0) | Irlanda   | Stadio Della Favorita, Palermo                                       |                                                                      |
|                            | Gullit 11'   | Reporte   | Quinn 71' | Asistencia: 33.288 espectadores Árbitro(s): Michel Vautrot (Francia) | Asistencia: 33.288 espectadores Árbitro(s): Michel Vautrot (Francia) |

### Segunda ronda

#### Octavos de final
| 25 de junio de 1990, 17:00 | Irlanda                                            | 0:0 (t. s.)(5:4 p.)        | Rumania                                   | Stadio Luigi Ferraris, Génova                                            |                                                                          |
|                            |                                                    | Reporte                    |                                           | Asistencia: 31.818 espectadores Árbitro(s): José Roberto Wright (Brasil) | Asistencia: 31.818 espectadores Árbitro(s): José Roberto Wright (Brasil) |
|                            |                                                    | Tiros desde el punto penal |                                           |                                                                          |                                                                          |
|                            | Sheedy · Houghton · Townsend · Cascarino · O'Leary |                            | Hagi · Lupu · Rotariu · Lupescu · Timofte |                                                                          |                                                                          |

### Cuartos de final
| 30 de junio de 1990, 21:00 | Italia        | 1:0 (1:0) | Irlanda | Stadio Olimpico di Roma, Roma                                               |                                                                             |
|                            | Schillaci 38' | Reporte   |         | Asistencia: 73.303 espectadores Árbitro(s): Carlos Silva Valente (Portugal) | Asistencia: 73.303 espectadores Árbitro(s): Carlos Silva Valente (Portugal) |